# Lamas (Macedo de Cavaleiros)
Lamas, até 22 de agosto de 2003 designada de Lamas de Podence, é uma povoação portuguesa sede da Freguesia de Lamas do Município de Macedo de Cavaleiros, freguesia com 8,71 km² de área e 238 habitantes (censo de 2021), tendo, por isso, uma densidade populacional de 27,3 hab./km².
Possui uma banda filarmónica denominada Banda Filarmónica 25 de Março, fundada em 1911.

## Demografia
A população registada nos censos foi:
| Distribuição da População por Grupos Etários | Distribuição da População por Grupos Etários | Distribuição da População por Grupos Etários | Distribuição da População por Grupos Etários | Distribuição da População por Grupos Etários |
| -------------------------------------------- | -------------------------------------------- | -------------------------------------------- | -------------------------------------------- | -------------------------------------------- |
| Ano                                          | 0-14 Anos                                    | 15-24 Anos                                   | 25-64 Anos                                   | > 65 Anos                                    |
| 2001                                         | 33                                           | 50                                           | 148                                          | 56                                           |
| 2011                                         | 22                                           | 28                                           | 144                                          | 84                                           |
| 2021                                         | 13                                           | 13                                           | 121                                          | 91                                           |